# Robert Olejnik
Robert Olejnik (ur. 26 listopada 1986 w Wiedniu) – austriacki piłkarz polskiego pochodzenia występujący na pozycji bramkarza w klubie Mansfield.